# Мокеиха (Ярославская область)
Мокеиха — село в Некоузском районе Ярославской области России. 
В рамках организации местного самоуправления входит в Октябрьское сельское поселение, в рамках административно-территориального устройства — в Октябрьский сельский округ.
Неофициальное название — Мокеиха-2 (в 15 км к югу находится  посёлок Октябрь с неофициальным названием Мокеиха-1).

## География
Расположено в 152 км к западу от Ярославля и в 40 км к западу от райцентра, села Новый Некоуз.
На юге село примыкает к деревне Сергеевское Сонковского района Тверской области.

## Население
| 2007 | 2010 |
| ---- | ---- |
| 896  | ↘708 |

Согласно результатам переписи 2002 года, в национальной структуре населения русские составляли 94 % из 879 жителей.
Постоянное население на 2007 год, согласно прописке, — около 700 человек. Местное население в основном работает в городах.

## История
Основано в начале 1950-х годов как посёлок Мокеихо-Зыбинского торфопредприятия. В лучшие годы добыча торфа составляла около 2 млн тонн. Численность техники, участвовавшей в разработках, превышала 1000 единиц. Население многонациональное: русские, татары, мордва, башкиры, карелы, чуваши, белорусы. В начале 2000-х годов после скупки основного пакета акций неизвестным лицом предприятие постепенно пришло в упадок.
Начиная с 2015 года предприятие подверглось уничтожению. Очередной хозяин (держатель контрольного пакета) полностью демонтировал эстакаду, которая служила для перегрузки торфа с узкоколейки на широкую колею. Впоследствии полностью демонтированы все железнодорожные пути протяженностью около 50 км., парк ж/д техники был  уничтожен (разрезан на металлолом). В 2016 г. Мокеихо-Зыбинское торфопредприятие перестало существовать как хозяйствующий субъект. От двух рентабельных предприятий Некоузского района, ранее питающих районный бюджет (Волжская ткацкая фабрика и Мокеихо-Зыбинское торфопредприятие) в данный момент не осталось ничего. Сейчас в Некоузском районе нет ни одного значимого хоз. субъекта. Район полностью дотационный.